# Gare de Lorient
Gare de Lorient – stacja kolejowa w Lorient, w departamencie Morbihan, w regionie Bretania, we Francji.
Jest stacją Société nationale des chemins de fer français (SNCF), obsługiwaną przez pociągi TGV, Intercités i TER Bretagne.